# Dolina Kobila
Dolina Kobile leži v osrednjem delu Gorjancev in predstavlja zaprto hudourniško dolino potoka Kobile ter posebno in redko krajinsko obliko za proučevanja naravnega razvoja gozdov v ekstremnih pogojih, prav tako predstavlja možnost ohranitve in proučevanja nekaterih redkih rastlinskih in živalskih vrst. Dolina predstavlja zaokroženo celoto, zaprt kotel, ki je ločen od ostalega sveta in nedosegljiv vsakršnim vplivom tudi najbližje okolice. Kot takšna je dolina edinstvena v celotni jugovzhodni Sloveniji in zato toliko pomembnejša. Pri tem govorimo o celotni dolini, saj ima le kot takšna vrednosti, ki so opisane v nadaljevanju. Dolino lahko obravnavamo le kot celoto in je ni mogoče deliti na več delov.
Dolina je ena izmed kompleksnih naravnih vrednot, saj so v njen sklop zajeti potoki, soteska, raznoliki gozdni sestoji in redke drevesne vrste. Izvirna območja potokov se nahajajo v osrednjem delu Gorjancev, kjer se potoku Kobili pridružijo pritoki: Veliki in Mali Tisovec, Vlaški graben ter Leskova draga. Vodotoki imajo velik padec, številne skočnike in tudi več manjših slapišč, izmed katerih je najvišje visoko 5 metrov. 
Potoki so predvsem v würmski in riški ledeni dobi globoko razbrazdali takrat nepogozdeno, dolomitno in apnenčasto pobočje. V tisočletjih so tako izdolbli globoko dolino, ki ima mestoma celo značaj vintgarja, na številnih, predvsem osojnih legah, pa je erozija ustvarila zanimive osamelce. Izdolbljen dolomitni grušč so potoki iz dolin Kobile in Pendirjevke odložili v velik vršaj, ki je reko Krko odrinil za več kot dva kilometra proti severu.
Povprečen naklon terena je 300, najstrmejše lege pa dosegajo nagib do 450. Ravno zaradi velikih strmin in močne razgibanosti teren pokrivajo ekstremna bukova rastišča, prisojne strmine pa na določenem mestu pokriva rastišče topljoljubnih listavcev. V povirnih dolinah najdemo rastišča javorjev in brestov, ob potoku uspevajo vrbovja in jelševi logi, v težko dostopnih dolinah pa rastišča bodike in ena zadnjih nahajališč tise na Gorjancih.
Strma pobočja, na katerih zasledimo vrsto skalnih osamelcev in manjših ostenij, prerašča izredno raznolik gozd pragozdnega značaja, kjer v lesni zalogi, ki danes znaša približno 320 m3/ha, prevladuje bukev (77 %) s primesjo črnega gabra, gorskega javorja, puhastega hrasta, gradna, mokovca, cera, malega jesena, ostrolistnega javorja, smreke, gorskega bresta, belega gabra, lipe, češnje in maklena.
Obravnavani gozdovi so del zaključenega območja povirne doline Kobile, ki ima zaradi opisanih hidroloških, geomorfoloških, biotskih, botaničnih in dendroloških lastnosti izjemno velik pomen, hkrati pa je ta prostor zaradi velike strmine in dolomitne matične podlage nedostopen in erozijsko izjemno ranljiv. Zaradi velikosti in naravnih značilnosti so ti gozdovi izjemnega pomena za raziskovalno dejavnost. Posamezni predeli imajo funkcijo varovanja gozdnih zemljišč in sestojev, hidrološko in raziskovalno funkcijo ter funkcijo ohranjanja biotske raznovrstnosti in varstva naravnih vrednot na prvi stopnji poudarjenosti, rekreacijsko funkcijo pa na drugi stopnji.
Nekdaj je v dolini obratovala pleterska žaga, od katere so ostale le še ruševine in ogromni kupi žagovine. V spodnjem delu doline stoji lovska koča. Nad njo je vodno zajetje, saj celotna dolina predstavlja pomembno vodozbirno območje. Dolino preči evropska pešpot E7, po njenem vzhodnem in južnem obodu pa poteka Trdinova pot.
Gozdovom v dolini Kobile je bil prvič dodeljen pravni status rezervata leta 1980, ko so bile razglašene za gozd s posebnim namenom. Odločba je bila veljavna do sprejetja Uredbe o varovalnih gozdovih in gozdovih s posebnim namenom, ko je kljub utemeljitvam Zavoda za gozdove Slovenije o nujnosti ohranitve rezervata Kobile v dotedanjem obsegu (353 ha), ostalo v rezervatu le še 231 ha, 128 ha pa jih je bilo izločenih iz rezervata in jim dodeljen status varovalnih gozdov.
Dolina pa ne uživa le gozdarske zaščite, temveč je kot objekt izrednega pomena vodena tudi v evidencah naravovarstvenih služb. Tako so Kobile omenjene v knjigah Gozdni rezervati v Sloveniji (1980) in Inventar najpomembnejše naravne dediščine Slovenije (1991). 
V evidencah Zavoda Republike Slovenije za varstvo narave se dolina Kobile pojavlja v treh kategorijah in sicer kot naravna vrednota državnega pomena, Natura 2000 območja Gorjanci – Radoha in EPO Gorjanci, zato na njenem območju gospodarjenje usmerja tudi Uredba o ekološko pomembnih območjih.